# デリール・スチュワート
デリール・スチュワート（DeLisle Stewart、1870年3月16日-1941年2月2日）は、アメリカ合衆国の天文学者である。
1896年に彼はハーバード大学天文台に入り、1898年から1901年にかけてはペルー共和国のアレキパにある同天文台の支所で働いた。彼はそこでウィリアム・ヘンリー・ピッカリングが発見していた土星の衛星フェーベの写真を撮影した。また彼は多くの星雲も発見している。
後に彼はシンシナティ天文台に移り、シンシナティ天文学会を設立した。
1901年に小惑星(475) オクリョを発見したことでも知られる。